# Michèle Burke
Michèle Burke é um maquiador irlandês. Venceu o Oscar de melhor maquiagem e penteados na edição de 1982 pelo filme Quest for Fire, com Sarah Monzani e na edição de 1993 por Bram Stoker's Dracula, ao lado de Greg Cannom e Matthew W. Mungle.